# Alianza Lusaciana
La Alianza Lusaciana (alemán: Lausitzer Allianz, alto sorabo: Łužiska Alianca, bajo sorabo: Łužyska Alianca), anteriormente conocido como Partido Popular Sorbio (Serbska Ludowa Strona, SLS) es un partido político alemán fundado el 26 de marzo de 2005 en Cottbus para representar a la minoría sorbia   (unas 60.000 personas) en los estados alemanes de Sajonia y Brandeburgo en la región de Lusacia. En su tercer congreso el 26 de abril de 2010 en Cottbus, el partido cambió su nombre al actual. El partido es miembro de la Alianza Libre Europea.

## Antecedentes históricos
Los fundadores del partido consideran que es el sucesor del Partido Popular de Lusacia fundado en 1919, que fue disuelto por el régimen nazi en 1933.

## Participación en elecciones
El partido se presentó en las elecciones municipales y de distrito de Brandeburgo y Sajonia entre 2008 y 2009. El partido ha sido criticado por muchos sorbios, por ejemplo por la organización paraguas Domowina, ya que estos creen que la minoría sorbia podría estar mejor representada por los partidos tradicionales.

### Umbral de exención
Otro partido, que representa a las minorías étnicas danesas en Schleswig-Holstein, la Asociación de Votantes del Schleswig Meridional, ha ganado representación en el Landtag de Schleswig-Holstein, donde goza de una exención del umbral electoral del 5% gracias a las Declaraciones de Copenhague y Bonn de 1955. Una exención similar es mencionada en la constitución de Brandenburgo para la Alianza Lusaciana, pero no en Sajonia. El partido necesita 7.000 votos en Brandenburgo para ganar un escaño en el Landtag del estado.

### Elecciones municipales de 2008 en Brandeburgo
El 28 de septiembre de 2008, en las elecciones municipales de Brandenburgo, el partido participó en Klinge bajo el nombre de «Bürger für die Lausitz - Klinger Runde». El partido ganó dos escaños de los 50 en la asamblea de distrito.